# Мурелло
Мурелло (итал. Murello) — коммуна в Италии, располагается в регионе Пьемонт, в провинции Кунео.
Население составляет 939 человек (2008 г.), плотность населения составляет 55 чел./км². Занимает площадь 17 км². Почтовый индекс — 12030. Телефонный код — 0172.
Покровительницей коммуны почитается Пресвятая Богородица (Madonna degli Orti), празднование 25 августа.

## Демография
Динамика населения:

## Администрация коммуны
- Официальный сайт: